# شاهزاده کارل فیلیپ، دوک ورملند
شاهزاده کارل فیلیپ، دوک ورملند، (به سوئدی: Prins Carl Philip, Hertig av Värmland) (متولد ۱۳ مه ۱۹۷۹) دومین فرزند و تنها پسر کارل گوستاف شانزدهم پادشاه سوئد و ملکه سیلویا است. که بعد از خواهرش ویکتوریا و خواهرزاده‌هایش استل و اسکار نفر چهارم در نوبت جانشینی سلطنت سوئد است.
شاهزاده کارل فیلیپ در زمان تولد به عنوان ولیعهد سوئد شناخته می‌شد. اما زمانی که او هفت ماهه بود، با تغییر قانون وراثت سلطنت سوئد در اول ژانویه ۱۹۸۰، این مقام به خواهر بزرگ‌تر وی رسید. تا پیش از آن اولویت با فرزند پسر پادشاه بود، اما با این تغییر اولویت بدون توجه به جنسیت، به فرزند بزرگ‌تر داده شد.